# Die Wiederkehr des Martin Guerre
Die Wiederkehr des Martin Guerre (Originaltitel: Le Retour de Martin Guerre) ist ein französischer Spielfilm des Regisseurs Daniel Vigne aus dem Jahr 1982. Der Historienfilm basiert auf einer wahren Begebenheit, die sich in Frankreich Mitte des 16. Jahrhunderts zugetragen hat, und wurde von den Filmstudios Dussault, France 3 und Société Française de Production produziert.

## Handlung
In dem kleinen französischen Dorf Artigat taucht eines Tages ein Mann auf, der behauptet, der acht Jahre zuvor verschwundene Martin Guerre zu sein. Das gesamte Dorf und sogar Bertrande, die Ehefrau des Martin Guerre, erkennen ihn wieder und nehmen ihn in ihre Gemeinschaft auf. Jahre später tauchen Zweifel an der Identität des Mannes auf: Vorbeikommende Soldaten behaupten, es handle sich nicht um Martin Guerre, sondern um einen gewissen Arnaud, einen Freund von Martin, der mit diesem zusammen im Krieg gekämpft habe. Martin Guerre selbst sei nach einer Schlacht ein Bein amputiert worden.
Als der angebliche Martin schließlich von seinem Onkel Pierre Guerre sein Erbe einfordern will, strengt dieser eine Klage gegen ihn an, um ihn als Betrüger zu entlarven. Die Klage hat zunächst keinen Erfolg. Erst als Pierre Guerre Bertrande zwingt, die Anklage mit zu unterzeichnen, kommt es zur Gerichtsverhandlung. Die Aussagen der verschiedenen Zeugen sind nicht eindeutig. Erst als der wahre Martin Guerre den Gerichtssaal betritt, gesteht der Fremde seinen Betrug und gibt zu, in Wirklichkeit Arnaud aus Thil zu sein. Aufgrund seines Verbrechens wird Arnaud am nächsten Tag hingerichtet. In einem Zwiegespräch mit dem Richter gesteht Bertrande, dass ihr die wahre Identität von Arnaud bekannt gewesen war, dass sie ihn aus Liebe aber nicht verraten hat.

## Kritik
Der film-dienst sah in Die Wiederkehr des Martin Guerre ein „spannendes Gerichtskammerspiel“ und gleichzeitig ein „sinnfälliges Exempel über die Schwierigkeit der Wahrheitsfindung, die Austauschbarkeit von Identitäten und die Unwägbarkeit von Gefühlen“. Entstanden sei ein Film, der „[f]ormal traditionell, mit überzeugenden Darstellern und großer handwerklicher Sorgfalt gestaltet“ worden sei.

## Auszeichnungen
Daniel Vignes Historiendrama war im Jahr 1983 in vier Kategorien für den wichtigsten französischen Filmpreis, den César, nominiert und wurde für das Beste Originaldrehbuch, Alain Nègres Szenenbild und Michel Portals Filmmusik ausgezeichnet. Die beiden Schauspieler Gérard Depardieu und Nathalie Baye erhielten seinerzeit in den Darstellerkategorien für andere Produktionen den Vorzug. Depardieu war als Bester Hauptdarsteller für Andrzej Wajdas Filmbiographie Danton nominiert, während Nathalie Baye mit ihrem dritten César in Folge für die Hauptrolle in Bob Swaims Krimidrama La Balance – Der Verrat prämiert wurde. Kostümdesignerin Anne-Marie Marchand wurde für ihre Arbeit an Die Wiederkehr des Martin Guerre bei der Oscarverleihung 1984 mit einer Nominierung belohnt, musste sich aber Marik Vos-Lundh (Fanny und Alexander) geschlagen geben. Ein Jahr später war die französische Produktion für den British Academy Film Award als bester fremdsprachiger Film nominiert, musste aber Carlos Sauras Opernverfilmung Carmen den Vortritt lassen.

### Oscar 1984
- nominiert in der Kategorie Beste Kostüme

### British Academy Film Awards 1985
- nominiert in der Kategorie Bester fremdsprachiger Film

### César 1983
- Bestes Originaldrehbuch
- Bestes Szenenbild
- Beste Filmmusik
- nominiert in der Kategorie Bester Nachwuchsdarsteller (Dominique Pinon)

### Weitere
Kansas City Film Critics Circle Awards 1984
- Bester ausländischer Film

National Society of Film Critics Awards 1983
- Bester Hauptdarsteller (Gérard Depardieu)

Die Deutsche Film- und Medienbewertung FBW in Wiesbaden verlieh dem Film das Prädikat wertvoll.

## Synchronisation
| Rolle               | Darsteller       | Synchronsprecher |
| ------------------- | ---------------- | ---------------- |
| Arnaud de Tihl      | Gérard Depardieu | Wolfgang Pampel  |
| Bertrande de Rols   | Nathalie Baye    | Heidi Schaffrath |
| Jean de Coras       | Roger Planchon   | Herbert Stass    |
| Onkel Pierre Guerre | Maurice Barrier  | Horst Schön      |